# Architektura klasycystyczna

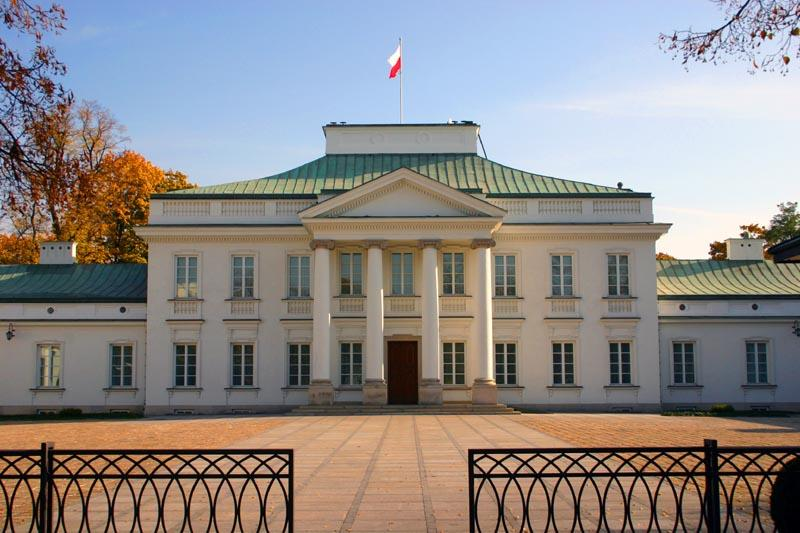
Klasycyzm: Belweder w Warszawie

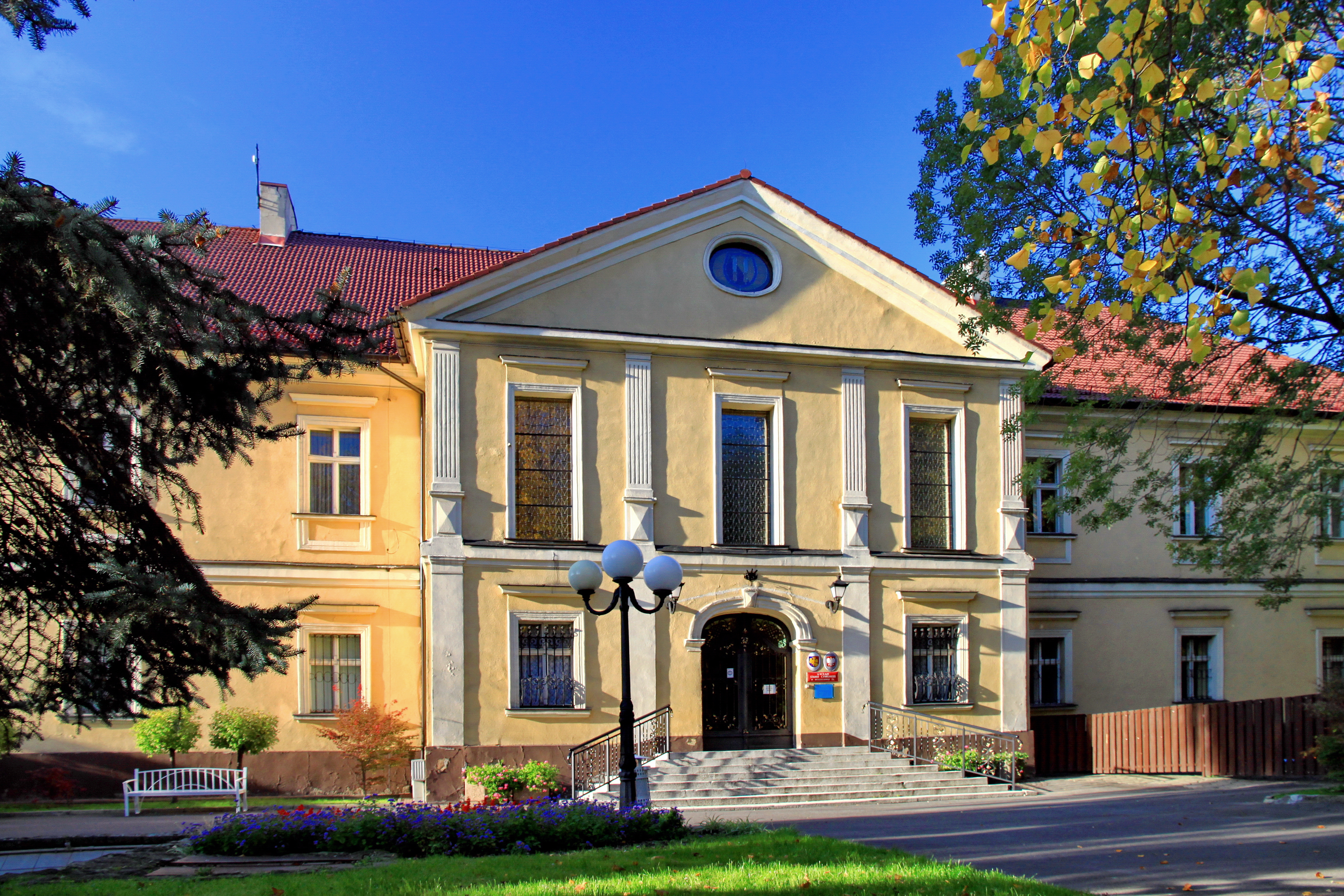
Pałac Dietrichsteinów z 1745 w Wodzisławiu Śląskim, najstarszy budynek w tym stylu w Polsce

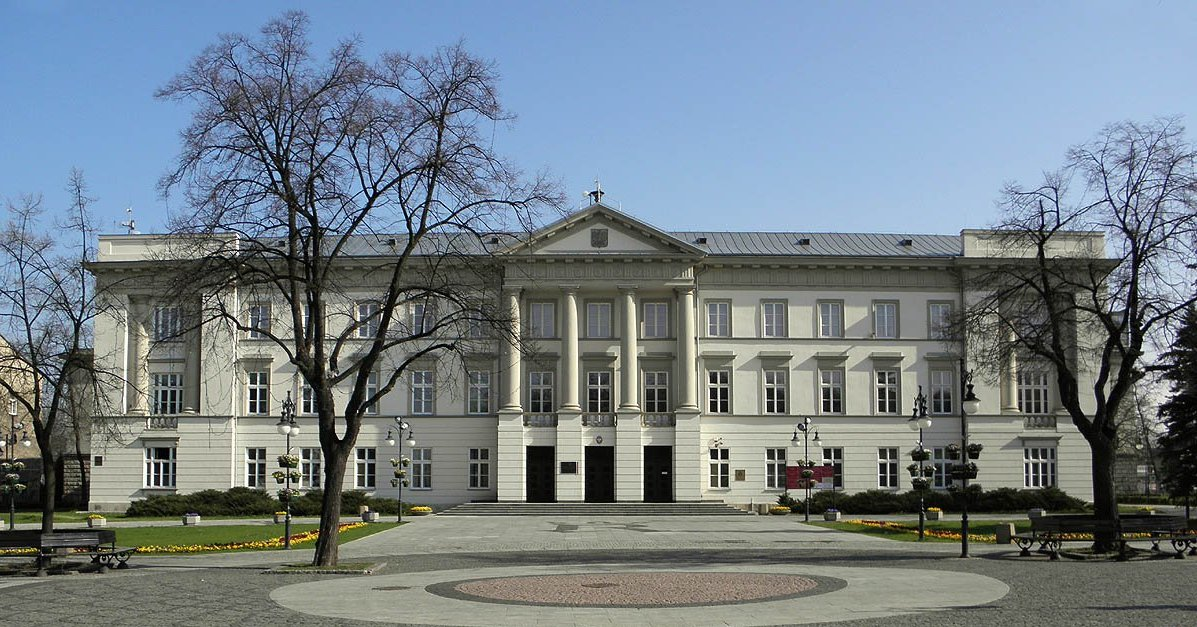
Gmach d. komisji województwa sandomierskiego w Radomiu (Antonio Corazzi)

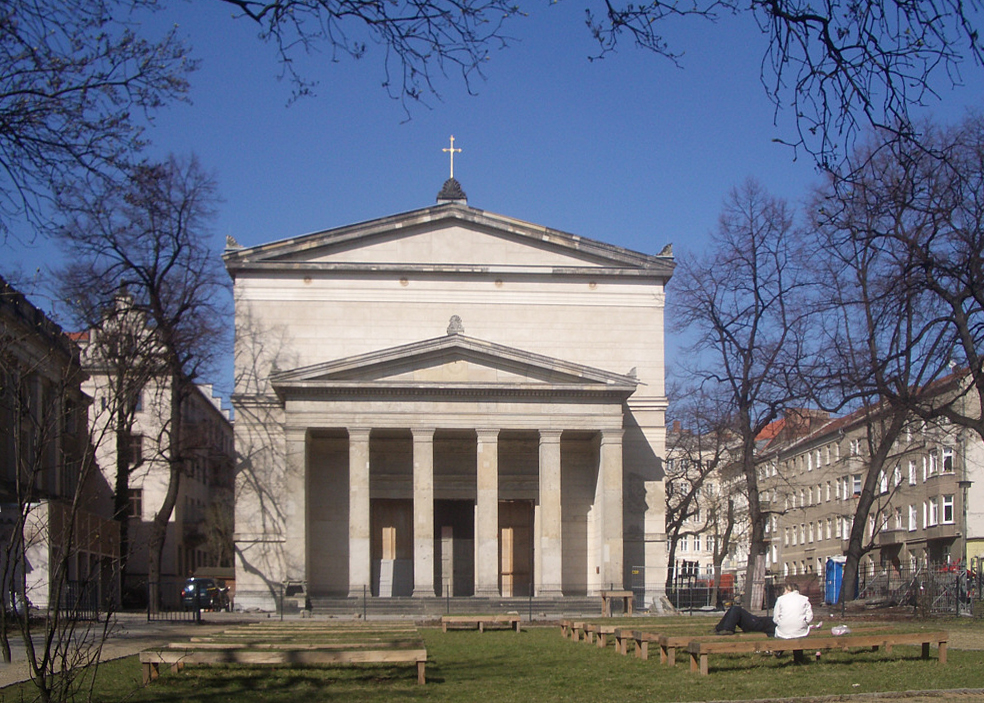
Klasycyzm: Karl Friedrich Schinkel, kościół św. Elżbiety w Berlinie

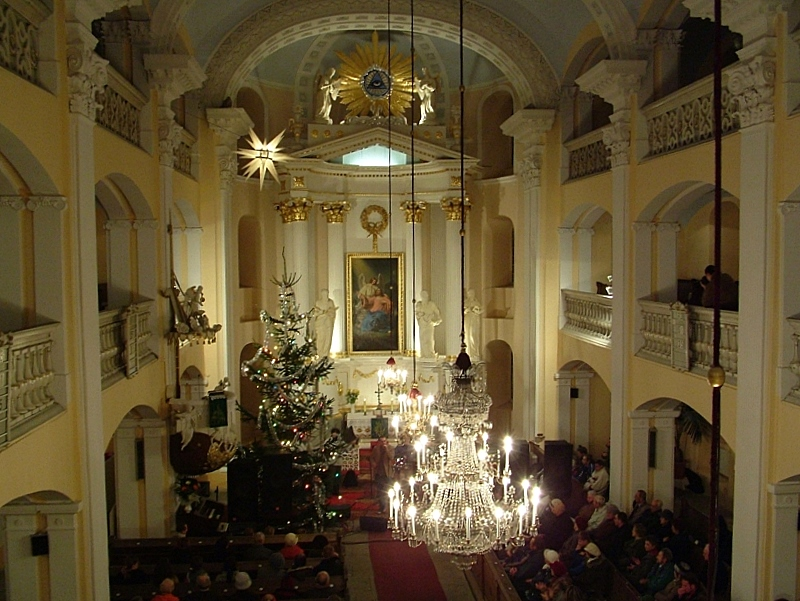
Wnętrze Kościoła Marcina Lutra w Bielsku-Białej

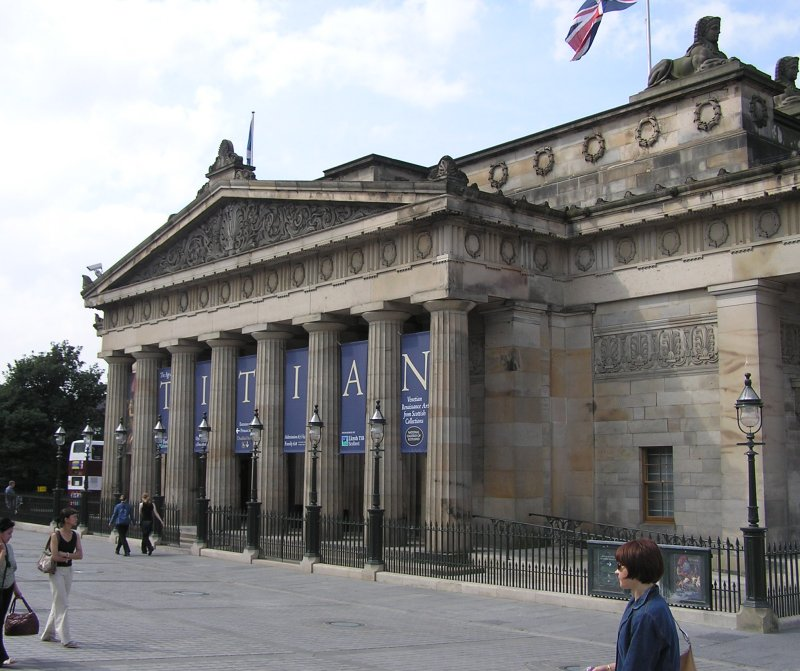
Klasycyzm: Szkocka Akademia Królewska w Edynburgu

Klasycyzm – w architekturze styl wzorujący się na formach architektonicznych starożytnego Rzymu i Grecji. Rozwinął się w połowie XVIII wieku jako reakcja na formalny przepych architektury baroku i rokoko.

## Pochodzenie
Nazwa klasycyzm oznacza w architekturze nawiązanie do architektury klasycznej. Analogiczny termin Klassizismus występuje w języku niemieckim, podczas gdy m.in. we Francji i Anglii określa się ten okres jako architekturę neoklasyczną. Termin architektura neoklasycystyczna w odniesieniu do klasycystycznej jest natomiast błędem, gdyż mianem neoklasycyzmu określa się klasycyzujące tendencje od końca XIX wieku.

## Historia
Architektura klasycystyczna miała swe źródła w dwóch prądach architektonicznych: francuskim klasycyzującym baroku i związaną z nim tradycją racjonalistyczną oraz w angielskim malowniczym stylu (picturesque), związanym z rodzącą się potęgą imperium.
Już w początkach XVIII wieku można zauważyć prąd w architekturze europejskiej sprzeciwiający się tendencjom architektury barokowej i rokokowej. Najsilniej zaznaczył się on w palladianizmie Wysp Brytyjskich, gdzie barok nigdy nie osiągnął takiego bogactwa jak na kontynencie. Również architektura skrzydła Luwru zbudowanego przez Claude’a Perrault, pałaców w Berlinie, a nawet fasada bazyliki św. Jana na Lateranie w Rzymie (Alessandro Galilei) posiadają cechy klasycyzujące. Do obecnych ziem polskich na Górny Śląsk, architektura klasycystyczna dotarła z Moraw, a pierwszą tego typu budowlą jest Pałac Dietrichsteinów w Wodzisławiu Śląskim.
Wiedza o dorobku kulturowym starożytnych rosła w miarę upływu czasu. W 1755 do Rzymu przybył niemiecki historyk Joachim Winckelmann, który opracował pierwsze syntetyczne dzieje sztuki starożytnej („Myśli o naśladowaniu dzieł greckich w malarstwie i rzeźbie”) oraz sformułował najważniejsze cechy i pojęcia dotyczące sztuki antycznej w terminach „szlachetnej prostoty i spokojnej wielkości”. Rok później pojawiły się grafiki Giovanniego Battisty Piranesi obrazujące starożytności rzymskie, następnie ukazały się ryciny Stuarta i Revetta. Po nich ukazywały się również inne dzieła artystów klasycystycznych, które miały duży wpływ na rozwój sztuki i architektury XVIII w. Znaczny wpływ nań miał także rozwój mieszczaństwa i nowe zadania dla architektów i urbanistów – budynki użyteczności publicznej, takie jak teatr i publiczny plac o charakterze reprezentacyjnym, dla którego szukano wzorca w agorze i forum. W latach 60. i 70. XVIII wieku klasycyzm przenikał do dalszych państw europejskich, obok podstawowego prądu, opartego zwłaszcza na architekturze greckiej, wytwarzając różne lokalne szkoły. W Niemczech najbardziej zaznaczyła się tradycja Schinklowska, dążąca do nadania budynkowi zdyscyplinowanej, lecz lekkiej struktury.
Po upłynięciu zasadniczego okresu klasycyzmu około 1815 trwał on przez cały wiek XIX jako jeden ze stylów historycznych. Dwudziestowieczne tendencje klasycyzujące nazywane są neoklasycyzmem.

## Cechy architektury klasycystycznej
- stosowanie porządków architektury antycznej
- projektowanie ulic, dzielnic, miast w nowym stylu
- wzorowanie się na starożytnych budowlach greckich i rzymskich oraz na niektórych budowlach odrodzenia;
- kopiowanie elementów architektury starożytnej;
- budowle wznoszone na planie zwartym, koła lub prostokąta;
- stosowanie kolumnad i kolumnowych portyków ze zwieńczeniem w kształcie tympanonu; pilastrów, dużych okien; tympanon przeważnie dekorowany płaskorzeźbą;
- dążenie do uzyskania efektu harmonii, zrównoważonej kompozycji, stosowanie symetrii;
- w opozycji do baroku przeważają fasady o liniach prostych bez wygięć i skrętów;
- oszczędne stosowanie zdobnictwa; jeżeli się pojawiają, są to uskrzydlone postacie lwów z ludzkimi głowami, orły, wieńce, wazony, girlandy z róż, kokardy, hełmy, tarcze, skrzyżowane sztandary nawiązujące do tradycji cesarstwa rzymskiego;
- rozwój budownictwa użyteczności publicznej, takiego jak: urzędy, teatry, szpitale, szkoły, zakładane wówczas muzea;
- pałace – duże, niskie, wydłużone, na planie prostokąta z wysuniętą częścią środkową ozdobioną portykiem;
- we wnętrzach wielkie, podłużne, jasne sale, chętnie malowane na biało, płaskie sufity; okna duże, kwadratowe;
- kościoły – często budowane na planie koła i prostokąta, przykryte kopułą.

## Wybrani przedstawiciele klasycyzmu
- Francja: Jacques Germain Soufflot, Jean François Chalgrin, Charles Percier;
- Anglia: Robert Adam, Robert Smirke;
- Niemcy: Karl Friedrich Schinkel, Leo von Klenze, Carl Gotthard Langhans, Georg Wenzeslaus von Knobelsdorff;
- Włochy: Giovanni Battista Piranesi, Antonio Canova, Giannantonio Selva;
- Polska: Stanisław Zawadzki, Dominik Merlini, Jan Chrystian Kamsetzer, Szymon Bogumił Zug, Jakub Kubicki, Antonio Corazzi, Efraim Szreger, Piotr Aigner, Wawrzyniec Gucewicz.